# Marc Simard
Pour les articles homonymes, voir Simard.
 (juillet 2021).
Marc Simard, né le 30 juillet 1952, est un enseignant et historien québécois d'origine wendate.

## Biographie
Né le 30 juillet 1952, Marc Simard est titulaire d'un baccalauréat en histoire de l'Université Laval (1976), d'un baccalauréat et d'une licence en droit de l'Université Laval (1990), d'une maîtrise en histoire de l'Université Laval (1979) et d'un doctorat en histoire de l'Université Concordia (1987). Il a enseigné l'histoire au Cégep Garneau de 1977 à 2015 et a longtemps été chargé de cours à l'Université Laval. Il est reconnu comme un spécialiste de histoire de l'Europe contemporaine et comme un généraliste en histoire de la civilisation occidentale. Il publie aussi un peu sur le Québec et sur le mouvement étudiant. Depuis 1984, il a publié plus de 400 articles dans les médias québécois (principalement La Presse, Le Devoir, Le Soleil, L'Actualité et Libre Média) sur des sujets variés comme l'enseignement de l'histoire, l'éducation, les mouvements sociaux, les idéologies, les religions, le mouvement étudiant, le nationalisme québécois, la vie politique au Québec et au Canada, le wokisme, le sanitarisme, la saga du tramway de Québec et les affaires internationales (politique aux USA; conflit israélo-palestinien; politique européenne; etc.).
Il est registraire de l'Association des retraités du collège François-Xavier-Garneau (ARCFXG) et responsable de son club de lecture depuis 2018 .
L'ouvrage Histoire du XXe siècle : De Sarajevo à Sarajevo a décroché le prix de la Ministre en 1998, récompense offerte à l'auteur du meilleur volume d'apprentissage destiné aux étudiants du cégep.
Le manuel Histoire de la civilisation occidentale a obtenu un prix du ministre de l'Éducation (mention) en 2001.
Il est le premier Wendat à obtenir un doctorat en histoire (1987).[réf. nécessaire]
En 2007, il critique le cardinal Marc Ouellet à la suite du témoignage de celui-ci à la commission Bouchard-Taylor.
Il critique le mouvement étudiant québécois de 2012 contre la hausse des frais de scolarité en décrivant ce mouvement comme anti-démocratique, corporatiste, trop radical et violent et soutenant un gel des frais de scolarité qui à terme risque de réduire l'accessibilité aux études. Il affirme que la société ne doit pas plier devant la pression d'un groupe minoritaire ayant recours à la violence.
Il publie en 2013 aux Presses de l'Université Laval l'ouvrage "Histoire du mouvement étudiant québécois 1956-2013. Des Trois Braves aux carrés rouges", jugé comme étant probablement l'une des premières analyses des événements de la grève étudiante de 2012 publié sous forme de livre. Anthony Glioner note que le contenu prend à contre-pied la plupart des autres publications sur ces manifestations de 2012 qui ont plutôt pris fait et cause pour les « carrés rouges ». Le critique Mauricio Correa salue l'intention de publier une telle synthèse historique du mouvement étudiant au Québec, mais déplore les raccourcis pris pour la rédiger, qui "donnent l’impression qu’il s’agit davantage d’un livre d’opinion que d’un ouvrage historique".

## Œuvres
- Le réformisme des mineurs d'Anzin (1860-1894), (1979), mémoire de maîtrise (Université Laval).
- Situation économique de l'entreprise et rapports de production: le cas de la Compagnie des Mines d'Anzin (1860-1894). Revue du Nord, tome LXV, no 258, juillet-septembre 1983, p. 581-602.
- Papineau et les patriotes de 1837. Agincourt, Société canadienne du livre, 1983. 69 p.  (ISBN 0-7725-5407-2)
- La crise des représentations politiques et intellectuelles dans la France de l'entre-deux-guerres (1987), thèse de doctorat (Ph.D., Université Concordia).
- Intellectuels, fascisme et antimodernité dans la France des années trente. Vingtième siècle, Revue d'histoire, no 18, avril-juin 1988, p. 55-75.
- Le Ministère de l'Éducation et le Conseil supérieur: antécédents et création, 1867-1964 (en collaboration avec Arthur Tremblay), Québec, PUL, 1989, 427 p.
- L'histoire du Québec: quelques jalons, Musée de la Civilisation (Québec), 1990, 22 p.  (ISBN 2-550-20638-X)
- Le régime des terres en Nouvelle-France et les droits des Autochtones : le cas de la seigneurie du lac des Deux-Montagnes . Rapport de la Commission royale d’enquête sur les peuples autochtones (Dussault-Érasmus), Ottawa, La Commission, 1997. Cédérom.
- Histoire du XXe siècle : de Sarajevo à Sarajevo, (1997) Chenelière McGraw-Hill, Montréal.  (ISBN 2-89461-012-2).
- Doumergue et la réforme de l'État en 1934: la dernière chance de la Troisième République?, French Historical Studies, vol. 16, no 3, Spring 1990, p. 576-596.
- Histoire de la civilisation occidentale / Une perspective mondiale, (2000) ERPI Canada  (ISBN 2-7613-0868-9).
- Les plans d'aide à la réussite dans les cégeps: un enseignant s'interroge, Pédagogie collégiale, mai 2001, vol 14, no 4, p. 20-22.
- Histoire du XXe siècle, Affrontements et changements, 2e édition. Montréal, Chenelière/McGraw-Hill, 2002. 362 p.  (ISBN 2-89461-686-4).
- Quand les cégépiens se font humoristes Montréal, Lauzier, 2003. 365 p. (ISBN 2-89573-006-7).
- Passion football : le football expliqué. Montréal, Lauzier, 2004. 275 p.  (ISBN 2-89573-036-9).
- Histoire de la civilisation occidentale / Une perspective mondiale (2005) ERPI  (ISBN 2-7613-1777-7).
- Un hérétique au pays des TIC et de DECCLIC www.profweb.qc.ca, octobre 2007.
- Jouer le jeu des lobbies, -trente- Le magazine du journalisme québécois, mars 2008, vol 32, no 3, p. 26-27.
- Les racines de l'anticapitalisme au Québec. Perspectives. Une analyse des politiques publiques au Québec, vol. 1, no. 1, avril 2008, p. 15-18.
- Les éteignoirs. Essai sur le «nonisme» et l'anticapitalisme au Québec. Québec, Voix parallèles, 2007, 156 p.  (ISBN 978-2-923491-03-5).
- Histoire de la civilisation occidentale, 3e édition. (ERPI, 2010).  (ISBN 978-2-7613-3251-4).
- Histoire du mouvement étudiant québécois (1956-2013). Des Trois Braves aux carrés rouges. Québec, PUL, 2013. 313 p.  (ISBN 978-2-7637-1557-5)
- Histoire de la civilisation occidentale, 4e édition. Montréal, ERPI, 2016. 379 p. + annexes.  (ISBN 978-2-7613-6327-3).
- Robert Bourassa (le visionnaire mal-aimé), in Chevrier, Jean et Jacques G. Ruelland (dir.), Les Premiers Ministres du Québec, Montréal, Maison Nouvelle Fédération, 2015, p. 85-88.  (ISBN 978-1-987832-00-6)
- Faut-il sortir du capitalisme? (avec Simon Tremblay-Pepin). Argument, vol. 20, no 1, automne-hiver 2017-2018, p. 119-130 (ISBN 978-2-89578-624-5).
- L'histoire dans notre quotidien, Montréal, Les Heures bleues, 2017, 64 p.  (ISBN 978-2-924537-61-9)
- Entre les lignes. Témoin, citoyen, analyste et polémiste (1984-2018), Québec, Éditions Les Coudées franches, 2018, 376 p.  (ISBN 978-2-9817548-0-6)
- Vingt-sept réalités de notre quotidien: leurs origines, Montréal, Les Heures bleues, 2018, 64 p.  (ISBN 978-2-924537-97-8)
- 27 lieux historiques à découvrir, Montréal, Les Heures bleues, 2020. (Collection "Les 27"). 64 p.  (ISBN 9782924914434)
- "La tentation autoritaire", in Claude Simard et Jérôme Blanchet-Gravel, Crise sanitaire et régime sanitariste. Deux ans de Covid-19, Montréal, Liber, 2022, p. 11-29.  (ISBN 978-2-89578-762-4)
- L'appel du voyage & le chant des Muses (avec Lucie Daignault), Québec, Éditions Les Coudées franches, 2022, 303 p.  (ISBN 978-2-9817548-1-3)
- Électron libre. Wokisme, civisme et tramway entre pandémie et sanitarisme. Québec, Éditions Les Coudées franches, 2025, 336 p. (ISBN 978-2-9817548-2-0)